# Galina Murasjova
Galina Murasjova (ryska: Галина Мурашова), född den 22 december 1955 i Vilnius i Litauiska SSR, är en litauisk före detta friidrottare som tävlade i diskuskastning för Sovjetunionen.
Murasjovas främsta merit är hennes silvermedalj vid det första världsmästerskapet 1983 i Helsingfors efter Martina Opitz-Hellmann.
Hon deltog vid två olympiska spel. Vid Olympiska sommarspelen 1980 i Moskva slutade hon på sjunde plats efter ett kast på 63,84. Hon deltog vid Olympiska sommarspelen 1988 där hon slutade sist i finalen utan att ha kastat ett godkänt kast.

## Personliga rekord
- Diskuskastning - 72,14 meter